# College of the Holy Cross

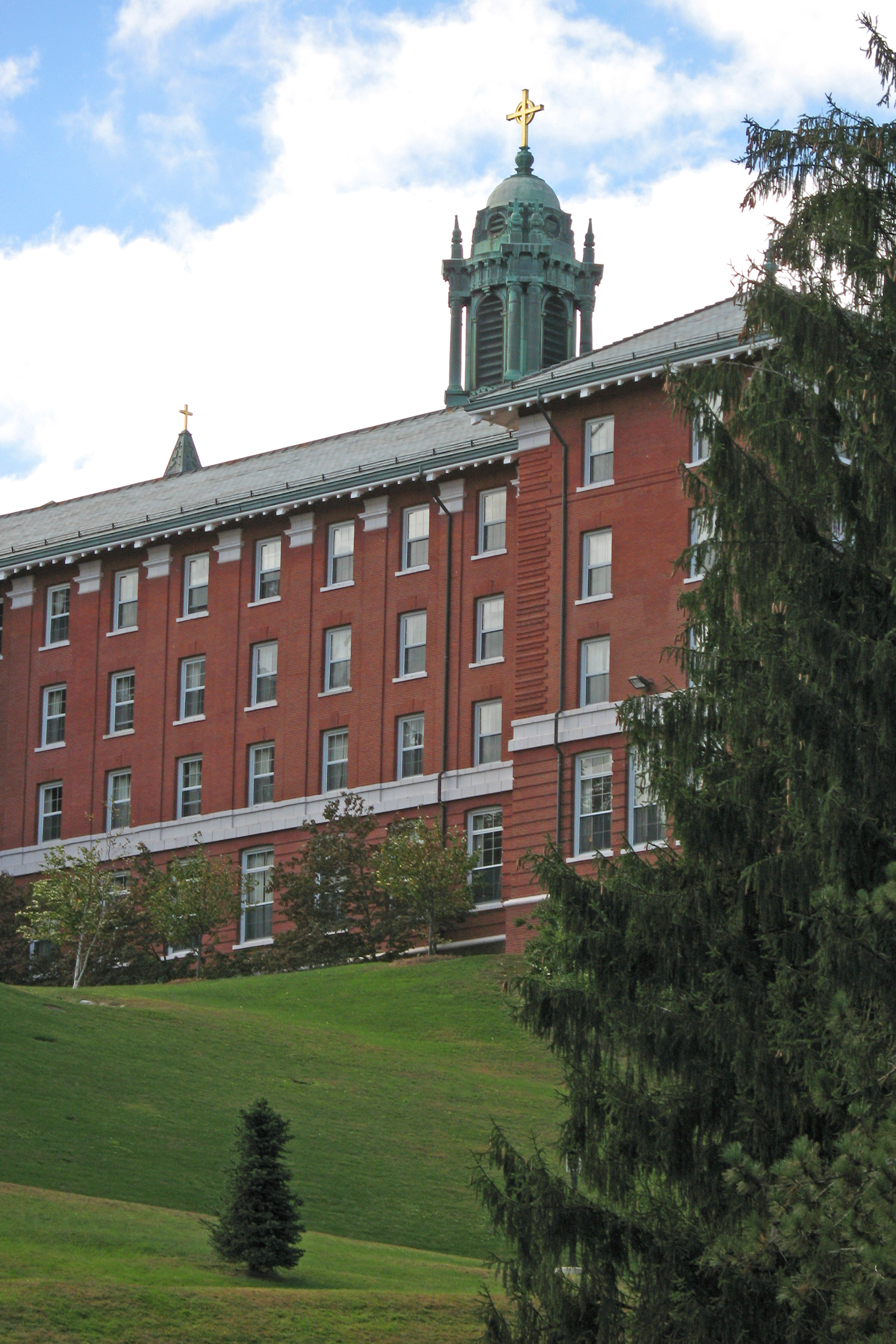
Alumni Hall

College of the Holy Cross es una universidad privada, católica, de la Compañía de Jesús, ubicada en Worcester (Massachusetts), Estados Unidos de América. Forma parte de la Asociación de Universidades Jesuitas (AJCU), en la que se integran las 28 universidades que la Compañía de Jesús dirige en los Estados Unidos. Su nombre tiene difícil traducción al español, debido a la complejidad del término college, Universidad de la Santa Cruz podría ser una traducción válida. En el sello de la institución figura su nombre en latín, Collegium Sanctae Crucis.
Es la universidad católica más antigua de Nueva Inglaterra, y una de las más antiguas de la nación.

## Historia
La universidad fue fundada en 1843 por el jesuita Benedict Joseph Fenwick, S.J., que era obispo de Boston. Su intención era crear la primera institución académica católica de enseñanza superior en Boston, pero el ambiente hostil a los católicos, y a los jesuitas en particular, por parte del protestantismo mayoritario en Boston hicieron que el obispo decidiese ubicarla a 45 millas (72 km) al oeste de Boston, para poder desarrollar en libertad la tradición educativa ignaciana, basada en el desarrollo de la dignidad personal, la búsqueda de la justicia, el compañerismo, y la reflexión. El lugar elegido, en Mount Saint James, era un colegio católico que había sido fundado en 1832. El día 2 de febrero de 1843, el Padre Fenwick escrituró la compra y fundó la universidad, a la que puso el nombre del principal templo de su diócesis, la Catedral de la Santa Cruz de Boston.

## Campus
El campus es un arboreto registrado de los Estados Unidos que ha obtenido diferentes premios a nivel nacional. En 1977 la Professional Grounds Management Society (PGMS) lo consideró el campus mejor cuidado del país. Ocupa 175 acres (más de 700.000 m²). 

## Deportes
Holy Cross compite en División I de la NCAA, en la Patriot League.